# Епворт
Епворт (англ. Epworth) — селище у графстві Лінкольншир в Англії. Розташоване на півночі графства Лінкольншир, у церемоніальному графстві Північний Лінкольншир.
Населення містечка становить 3734 людини.
В Епворті народилися засновники Методистської церкви брати Джон й Чарльз Веслі, а також винахідник тигельного способу виробництва ливарної сталі Бенджамін Гунтсман.
Припускається, що назва містечка походить від англосаксонських слів «Heape» «пагорбок» та «urde» «ферма». Під назвою Epeurde Епворт знаходиться у «Книзі Страшного суду».

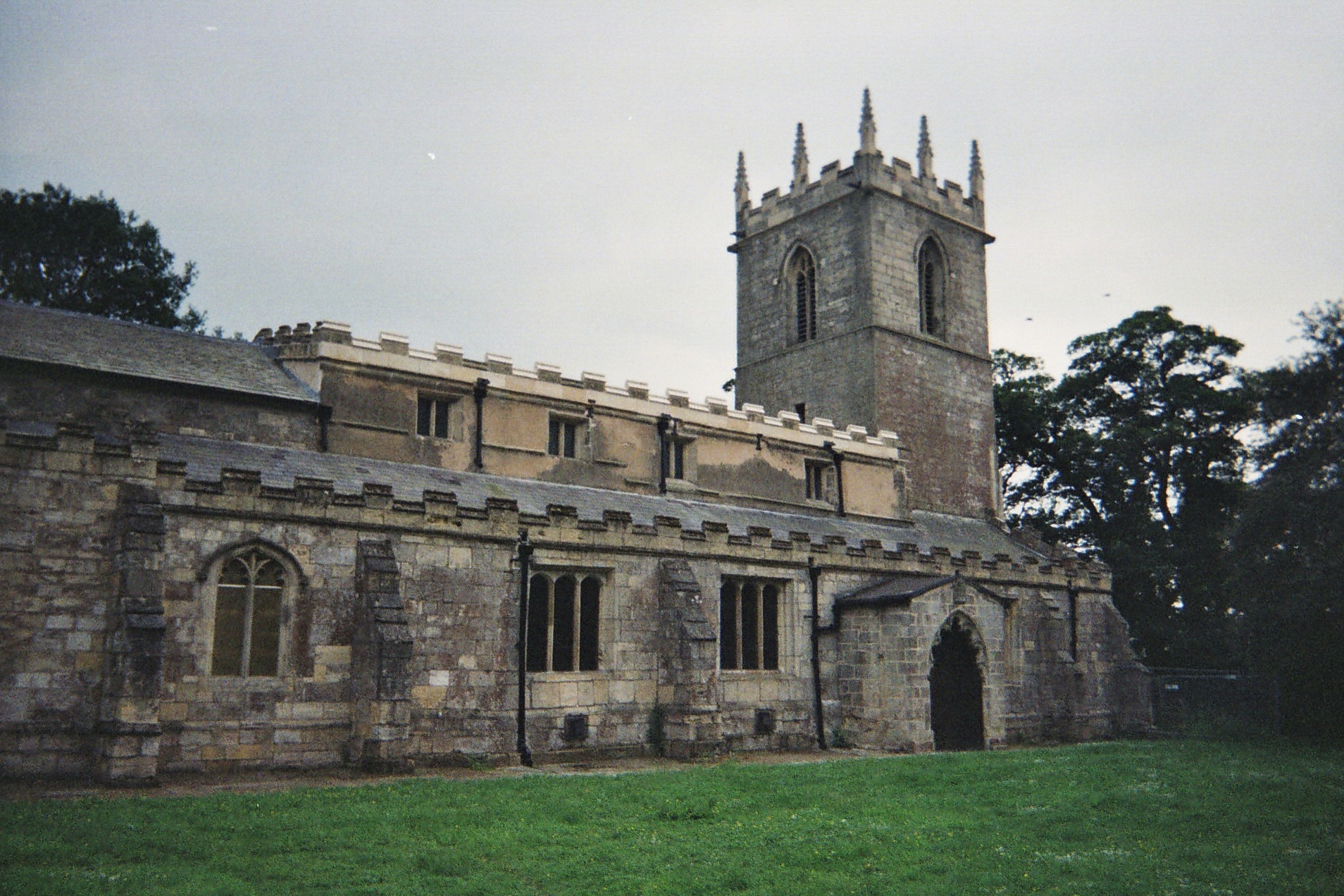
Церква святого Андрія Первозванного у Епворті.

## Сільськогосподарська виставка
В Епворті щорічно проводиться Епвортська сільськогосподарська виставка-ярмарок.